# 灵长目彩色视觉的演化

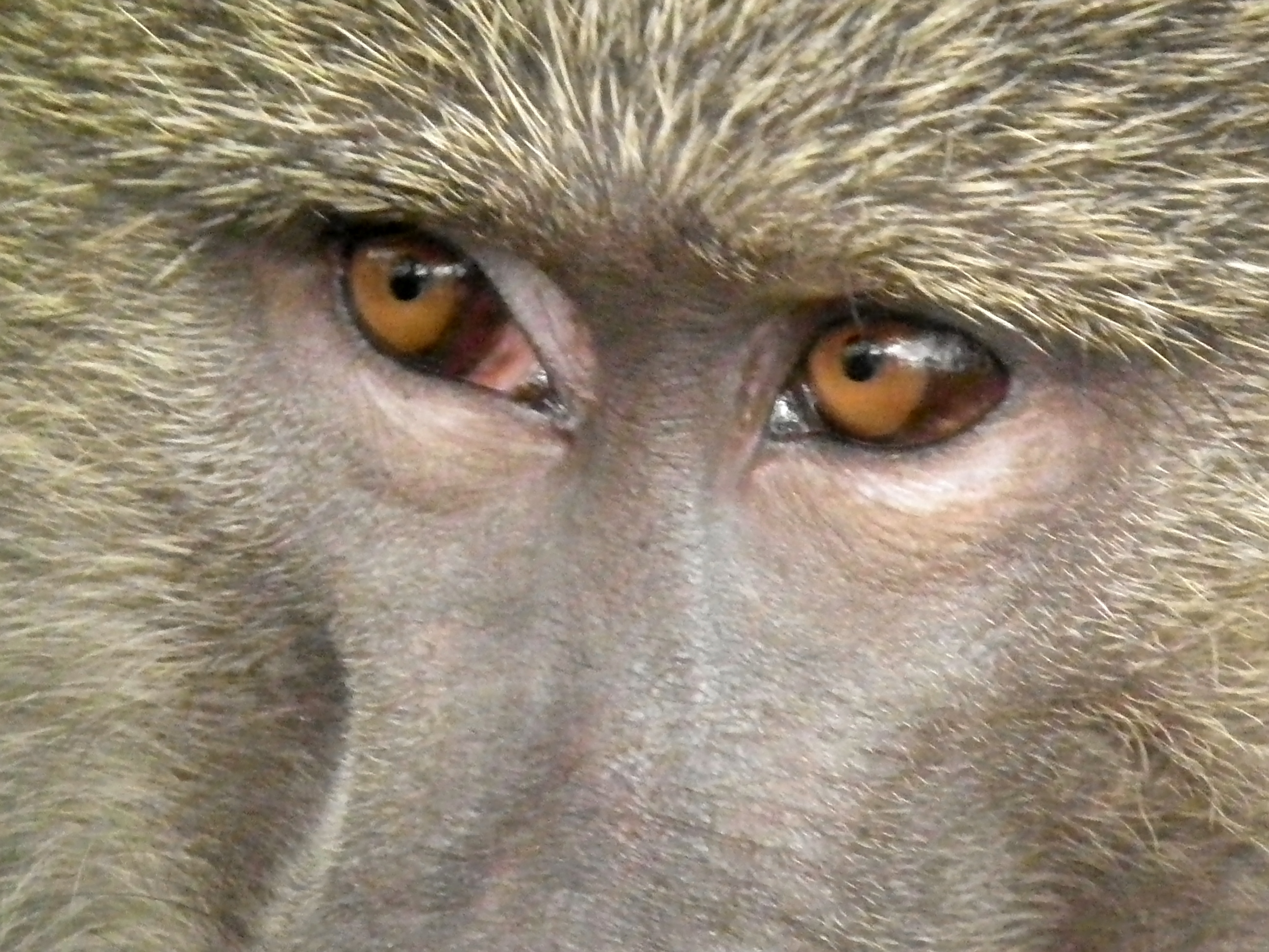
狒狒

灵长目彩色视觉的演化相比于绝大多数真兽下纲哺乳类是独一无二的。灵长目的一种脊椎动物远祖拥有四色视觉， 然而夜行、恒温的哺乳类的祖先在恐龙时代丢失了视网膜中4种视锥细胞中的两种。绝大多数硬骨鱼，爬行类和鸟类因此是四色视觉者，然而所有哺乳类（除了部分灵长目和后兽下纲的例外之外）都是严格的二色视觉者。
灵长目通过具有光谱峰值位于雪青色（短波，S）、绿色（中波，M），和黄绿色（长波，L）波长的颜色光感受细胞（视锥细胞）实现三色视觉。视蛋白是灵长类眼中的主要的光敏蛋白，且一个有机体的视蛋白序列决定了其视锥细胞的光谱敏感度。然而，不是所有灵长目都有三色视觉的能力。狭鼻小目（旧世界猴和猿）是常规的三色视觉者，意味着雄性和雌性均拥有3种视蛋白（色素），分别对430nm、530nm和560nm的波长的光敏感。 作为对比，除了吼猴（Aotus）和夜猴属（Alouatta）的例外，所有的阔鼻类（新世界猴）都是等位基因的或多态的三色视觉者。

## 彩色视觉的机理
从遗传学的角度说，一个灵长类有两种方式成为三色视觉者。所有灵长目共有由一种在7号染色体上的常染色体基因所编码的S视蛋白。狭鼻小目的灵长类在X染色体上拥有两个邻近的视蛋白基因以编码L和M视蛋白色素。
作为对比，阔鼻类则只有一个单一且多态的X染色体M/L视蛋白基因位点。 因此，所有雄性阔鼻类都是二色视觉者，因为除了它的S光敏色素之外，在它的单一的X染色体上，它只能得到M或者L光敏色素中的一种。然而，X染色体的基因位点对于M和L等位基因是多态的，使杂合的阔鼻类雌性表现出三色视觉，而纯合雌性表现出二色视觉。

## 假说
一些进化生物学家相信新世界和旧世界灵长类的L和M光敏色素拥有一个公共的进化起源；分子的研究表明，在这两个小目中的这三种色素的光谱调谐 (一种光敏色素对一种特定波长的光的反应) 是一样的。 目前有两种流行假说解释共有起源的灵长类视觉演化的差异。

### 多态假说
第一个假说是狭鼻灵长类的这个双基因（M和L）系统由一个交换的机制进化而来。在携带L和M等位基因变体的染色体之间不均等的交叉互换可能导致一个单独的L和M基因位于单一的X染色体上。这个假说需要狭鼻类的该多态系统的进化先于新世界和旧世界猴的分离。
这个假说提出该交换事件发生于阔鼻类/狭鼻类分离一段时间后的一个狭鼻类雌性体内。 一个叫做X-失活的遗传现象允许每个视锥细胞只表达M或L视蛋白中的一种（而不是两种），这赋予了狭鼻类常规的三色视觉。

### 基因重复假说
另一假说是阔鼻类中的视蛋白的多态性在它们和狭鼻类分离之后产生。按照这个假说，在狭鼻类中，一个单一的X-视蛋白等位基因被重复，而M和L视蛋白在此之后通过其基因序列的微小改变而分离。遗传学家使用“分子钟”技术以测定事件的一个进化上的序列；这种技术从DNA序列中的许多微小差异推论出所经过的时间。对视蛋白基因的核苷酸链测序表明，新世界灵长类视蛋白等位基因之间的遗传差异（2.6%）明显小于旧世界灵长类的基因之间的差异（6.1%）。 因此，新世界灵长类的彩色视觉等位基因很可能产生于旧世界的基因重复之后。 这个假说同时提出视蛋白基因中的多态性可能是在一个或更多场合中通过点突变而独立产生的，而光谱调谐的相似性是趋同演化的结果。尽管新世界猴之中基因发生了同质化，杂合的雌性仍保留有三色视觉，这表明定义这些等位基因的关键氨基酸是被保持的。

## 新世界猴
这两种相互矛盾的性质（同质化和多态性）表明，一种对三色视觉的平衡选择以杂种优势的形式出现。昼行性的灵长类通常食用果实和嫩叶，且已有争论说三原色的彩色视觉是一种对食叶和食果的适应。三色视觉能在几乎所有的新世界灵长目中发现，且在对最富有营养的、彩色的物品的辨别方面，它可以提供一个选择优势；行为上的研究也显示了三色视觉者有相比二色视觉者多50%的可能性探测到水果。然而，在微弱的光下，三色视觉者则展现出从叶中识别水果的一个轻微劣势。在很多情况下，当食物被伪装或颜色与背景色相近时二色视觉者拥有觅食优势。 而据人们所知，几乎所有新世界猴会合作搜寻食物，这样整个群体可以从三色视觉和二色视觉者中受益。

### Aotus和Alouatta
在新世界猴中有两个值得一提的属，它们展现了不同的环境和不同的选择压可以如何影响在一个种群中视觉的种类。比如说，夜猴属（Aotus）已丢失了它们的S光敏色素和多态的M/L视蛋白基因。由于这些猴是且曾经是夜行性的，通常生活在一个颜色不那么重要的世界，因而在彩色视觉方面的自然选择压力放松了。而在这个连续系列的另一端，昼行性的吼猴（Alouatta）则通过一个相对晚近的在M/L基因的重复重新获得了常规的三色视觉。这个重复使得了两个性别均有三色视觉；它的X染色体获得了两个位点以安置绿等位基因和红等位基因。在吼猴中常规的三色视觉的重现与扩散表明它为它们提供了一个进化的优势。
吼猴可能是是新世界猴中最具有食叶习性的。水果组成了它们食谱中一个相对小的部分，而且它们所消费的叶的种类（幼嫩，富有营养，易于消化，通常色彩上偏红）最适合于通过红绿信号探测。探究吼猴的食谱偏好的田野工作表明，常规的三色视觉是作为一种对食叶性的好处而被环境所选择的。